# Череша
Чере́ша (болг. Череша) — село в Бургаській області Болгарії. Входить до складу общини Руєн.

## Населення
За даними перепису населення 2011 року у селі проживала 751 особа.
Національний склад населення села:
| Національність   | Кількість осіб | Відсоток |
| ---------------- | -------------- | -------- |
| турки            | 681            | 95,1%    |
| цигани           | 27             | 3,8%     |
| болгари          | 7              | 1,0%     |
| Всього відповіли | 716            |          |

Розподіл населення за віком у 2011 році:
Динаміка населення: